# 中新泾公园
中新泾公园位于中華人民共和國上海市长宁区哈密路1233号，毗邻福源禅寺，建成于2019年开放，2013年中新泾老宅拆完后于2016年在原址开工新建此公园，占地面积达29900平方米，内有徽派风格的建筑绿地、莲花水池、牡丹园。